# Модолицы (Псковская область)
Модолицы — деревня в Плюсском районе Псковской области. Входит в сельское поселение Плюсская волость.

## География
Деревня расположена у реки Плюсса, в 9 км к северу от районного центра — посёлка Плюсса.

## Население
Численность населения деревни составляла 41 житель по оценке на конец 2000 года

## Известные уроженцы и жители
- Гнаровская, Валерия Осиповна (1923—1943) — советский санинструктор в годы Великой Отечественной войны, Герой Советского Союза (посмертно).